# Ebersdorf an der Zaya
Ebersdorf an der Zaya ist eine Ortschaft und eine Katastralgemeinde der Marktgemeinde Wilfersdorf in Niederösterreich. Die Ortschaft hat 177 Einwohner (1. Jänner 2024). Ebersdorf war bis Ende 1970 eine eigenständige Gemeinde.

## Geografie
Das Dorf, in der Anlage ein Straßendorf, befindet sich östlich von Wilfersdorf im Tal der Zaya und wird von der Erdöl Straße erschlossen. In letzter Zeit wuchs der Ort nach Süden und Osten, wobei besonders die Vorebensiedlung hervorsticht.

## Geschichte
Erstmals erwähnt wurde der Ort im 12. Jahrhundert als Eberichsdorf. Im Jahr 1822 wurde der Ort als Dorf mit 65 Häusern genannt, das nach Prinzendorf eingepfarrt war, wohin auch die Kinder eingeschult wurden. Die Herrschaft Prinzendorf besaß die Ortsobrigkeit, übte die Landgerichtsbarkeit aus und besorgte die Konskription. Die Untertanen und Grundholde des Ortes gehörten den Herrschaften Prinzendorf und Wilfersdorf.
Laut Adressbuch von Österreich waren im Jahr 1938 in der Ortsgemeinde Ebersdorf an der Zaya ein Dachdecker, ein Gastwirt, zwei Gemischtwarenhändler, ein Schmied, ein Schneider und eine Schneiderin, zwei Schuster, zwei Tischler und mehrere Landwirte ansässig.
Am 1. Jänner 1971 erfolgte im Zuge der Niederösterreichischen Kommunalstrukturverbesserung die Eingemeindung von Bullendorf und Ebersdorf an der Zaya nach Wilfersdorf.

## Persönlichkeiten
- Josef Huber (1902–1965), Textilhandelskaufmann und Mitglied des Bundesrates, wurde hier geboren